# 内田也哉子
内田 也哉子（うちだ ややこ、1976年2月11日 - ）は、日本のエッセイスト、歌手、俳優。東京都出身。母は樹木希林、父は内田裕也。夫は本木雅弘。結婚後からエッセイ、海外の絵本の翻訳などの執筆活動に加え、俳優業や音楽活動などを行う。左利き。

## 略歴
也哉子の生まれる前から両親が別居婚を送っていたため、樹木にシングルマザー状態で育てられた。1歳半から小学6年生の途中までインターナショナルスクールに通った。この間、9歳の頃にニューヨークの北部の田舎の学校に1年間留学し、ホームステイ生活を経験。
6年生頃から高校1年生の途中まで一般的な日本の学校に通い、16歳の頃にフランス語を習得したいとの思いからスイスのジュネーヴの学校に留学した。
1995年に19歳で本木雅弘と結婚し、1997年に長男・雅樂（うた）、1999年に長女・伽羅（きゃら）、2010年に次男・玄兎（げんと）を出産。
出産後から子育てをしながら、エッセイ本などの執筆や海外作家の絵本などの翻訳を手掛け、細々とではあるが俳優活動も行っている。さらに2005年には、音楽プロジェクトSighBoatを渡邊琢磨・鈴木正人と共に結成し、自身はボーカルを務めている。2012年よりロンドン在住。

## 人物

### 子供時代
幼稚園に上る前に起きた両親の離婚騒動により、マスコミが自宅に押しかける騒ぎとなった。この影響で地元の幼稚園から入園を断られたため、インターナショナル・スクールに通うことになった。それ以降の学校生活では両親のことを絶対に明かさず、「父はサラリーマンで母は主婦」と誤魔化し続けた
母一人子一人の生活で樹木が仕事で忙しかったため、小学校低学年の頃からずっとカギっ子だった。家での食事は、基本的に一汁一菜に漬物という極めて質素なもので、テレビを見る習慣もなかった。
樹木からおもちゃを買ってもらったことはなく、服もいつも誰かのおさがりだったため、当時は「うちって貧乏なのかな」と思っていた。自宅で過ごす時は本棚に数冊あった絵本を読んだり、家財道具を工夫して遊んでいた。中学に入る前に樹木にプレタポルテ（高級既製服）ブランド店・ヨウジヤマモトで初めてとなる新品の服を数着買ってもらい、貧乏ではないことを初めて知った。

### 樹木希林の子育て
也哉子は、樹木について「ものすごい強い絶対的なもの。母性より父性の強い人だった」と評している。また、樹木の子育てについては、「『私(樹木)はこうやって歩いていくから付いて来なさい』という感じで、時々振り向いて確認してくれるという親子関係でした」と回想している。
樹木は、也哉子が間違ったことをした時は一度だけ注意し、その後同じことがあっても二度は注意しない、という育て方をしていた。また、小さい頃から自由を与えられる反面、自己責任を重視して育てられたため、「勉強しなさい」や「何時までに家に帰ってきなさい」などと言われたことはなかった。
樹木は也哉子との会話の中でいつも父・内田裕也を立て、父親不在の家庭に「見えない父」をしっかり君臨させながら育てた。また、樹木が内田の悪口を言うのを一度も聞いたことがないとのこと。

### 父・内田裕也
内田と暮らしたことは一度もなかったが、也哉子には年1回父の日に父と2人で会う決まりがあったため渋々会いに行っていた。また、父の日以外にもたまに内田が夜中に自宅(樹木の家)に現れ、也哉子たちの迷惑も考えず一人で騒いで帰るということがあった。このため也哉子は父を「厄介な人」と認識し、こんな状態でも夫婦で居続ける母を不思議に思っていた。
思春期を迎えた頃、樹木にその理由を尋ねたところ「私が裕也を必要としているの」と告げられた。当時はこの言葉の意味がいまいち理解できなかったが、自らの結婚生活を経てようやく母の気持ちが分かってきたという。
個性的過ぎる両親を持ったため、周りから「よくグレなかったね」と言われることがある。これに対し本人は、「グレている両親を見ていたので、“ああはなりたくない”という気持ちが自制心を生んだのでしょう」と回想している。

### 結婚
15歳の時の父の日に内田に約束をすっぽかされ、翌日電話で呼び出されるとそこは父の主演映画『魚からダイオキシン!!』の打ち上げの場だった。父に「そこで飯食っとけ」と言われて1人で食事していた所、声をかけてきたのが出演者の本木雅弘だった。
その時本木と話したのは少しだけだったが、高校1年生の頃内田を通じて本木の仕事で1週間通訳の手伝いを依頼された。仕事の合間にいろんな話をして本木と親しくなり、近々スイス留学を控えていることを話すと、住所を交換したことで文通を始めた。留学後の夏休みに帰国し、東京で本木と食事すると「もし将来、結婚を考える時期が来たら、私を選択肢に入れて下さい」と告げられた。
フランスのパリにある大学に進学したが、19歳の頃に本木から正式にプロポーズされた。まだ学生だったため樹木に相談すると、「結婚や人との出会いは計画してできるものじゃないから」と背中を押された。
その後也哉子が外国にいる時に、樹木が本木に婿入りを願い出たことで彼の了承を得て内田家に入ることが決まった。後日、明治神宮で両家の両親やごく身近な親類と内田の知り合いを集めて、古風な結婚式を挙げた。東京で本木と暮らし始め、具体的な時期は不明だがその後樹木も同居するようになった。

### 絵本
先述の通り絵本が大好きで、幼い頃に絵の魅力と最小限の言葉だけで広がる絵本の世界に感動した。本人は後年、「今思うと家の中にテレビやおもちゃなど余計な物が無い分、私は空想することや絵本の世界にじっくりと思いを巡らせることができたのかもしれません」と回想している。
絵本について「子供の頃からの私のオアシス」、「私にとっては詩みたいなもの」と評している。子供時代はもちろん大人になってからも時々絵本を読み、母親になってからは毎晩子供たちに絵本の読み聞かせすることを日課にしていた。本人は、「読み聞かせをしている時間が子供たちとの交流を一番実感できる」と評している。
遡ってスイス留学時代は、お小遣いを貯めて日本でまだ翻訳されていない絵本を買い集めて読んでいた。その頃出会った一冊『The Important Book』をある時知人に見せた所、「あなたが翻訳してみれば？」と言われた。この一言が後に、最初の翻訳絵本『たいせつなこと』の出版に繋がり、絵本翻訳の仕事をするきっかけとなった。

## エピソード
- 9歳の頃に母と共演した『花へんろ・風の昭和日記』は、学芸会の役がなかったり[注釈 15]、一緒にいる時間が少ないからという理由だった。最初はワンシーンでの出演予定だったが、当時内田が通っていた小学校がNHKから歩ける近い場所だったことから、「学校の帰りにちょっと寄りなさい」と言われよく分からないうちに出演することになった[注釈 16]。
- 小さい頃から洋服を買ってもらったことがなく、中学生になるまでいつも色々な女優のお下がりを貰って着ていた[15][16]。物を買うことに慣れてなくて、番組に出演する時の衣装は夫に「このワンピースを着るから下に着れる物を貸して」と言って、服や靴は夫と共有している[17]。夫と足のサイズが同じである[注釈 17]。
- ダンスを見るのは大好きで、日本の高校に行った時にダンス部に入ったことがある[注釈 18]。

## 出演

### 映画
- 東京日和（1997年）
- 東京タワー 〜オカンとボクと、時々、オトン〜（2007年） - 若い頃のオカン 役 ※オカンを演じたのは実母である樹木希林
第31回日本アカデミー賞新人賞受賞
- eatrip（2009年）
- わが母の記（2012年） - 伊上八重（若き日） 役
- 流浪の月（2022年） - 佐伯音葉 役
- ブルー・ウインド・ブローズ（2023年） - ミドリ 役[18]
- わたくしどもは。（2024年5月31日） - 透の母 役[19]
- 戦争と対話（2025年8月30日公開予定）[20]

### テレビドラマ
- 花へんろ・風の昭和日記（NHK、1985年） - 巡子 役 ※小きりん名義

### テレビ
- no art, no life（NHK Eテレ、2020年1月7日 - ） - ナレーション
- ETV特集「子と親の“むぎのこ村”」（2024年6月1日、NHK Eテレ）- ナレーション[21]

### CM
- 資生堂・プラウディア（1997年）
- サッポロビール 大人エレベーター（2021年）

### ラジオ
- 安住紳一郎の日曜天国（TBSラジオ、2021年5月9日） - ゲスト[22]

## 書籍
絵本には、★を付記。

### 著書
- ペーパームービー（1996年、朝日出版社、ISBN 4255960046）
- 会見記（2001年、リトルモア、ISBN 489815056X）
- 親と子が育てられるとき（志村季世恵と共著 2002年、岩波書店、ISBN 4007000417）
- BROOCH（絵:渡邉良重、2004年、リトルモア、ISBN 489815140X）★
- わたしのロバと王女（絵:オードリー・フォンドゥカヴ 2007年、ピエ・ブックス、ISBN 9784894446434）★
- おはなしのたからばこ「ラプンツェル」グリム童話（絵:水口理恵子 2009年、フェリシモ出版、ISBN 9784894325050）★
- 9月1日 母からのバトン（樹木希林との共著 2019年、ポプラ社、ISBN 9784591163603）
- なんで家族を続けるの？（中野信子との共著 2021年、文藝春秋、ISBN 9784166613038）
- ＢＬＡＮＫ　ＰＡＧＥ―空っぽを満たす旅（2023年、文藝春秋、ISBN 9784163917917）

### 訳書
- たいせつなこと（マーガレット・ワイズ・ブラウン著 2001年、フレーベル館、ISBN 4577022885）★
- 岸辺のふたり（デュドク・ドゥ・ヴィット著 2003年、くもん出版、ISBN 4774306533）★
- 恋するひと（レベッカ・ドートゥルメール著 2005年、朔北社、ISBN 486085022X）★
- ピン！ あなたの こころの つたえかた（アニ・カスティロ著 2020年、ポプラ社、ISBN 9784591167847）★
- ママン 世界中の母のきもち（エレーヌ・デルフォルジュ著 2021年、パイ インターナショナル、ISBN 9784756254443）★
- こぐまとブランケット 愛されたおもちゃのものがたり（L・J・R・ケリー著 2021年、早川書房、ISBN 9784152099938）★

## 音楽
- Sigh boat （2005年、イーストワークスエンターテインメント）
- marvel （2010年、CHORDIARY）

### 作詞提供
- 森山直太朗
  - 「ロマンティーク」